# Rodion Aksanowitsch Gataullin
Rodion Aksanowitsch Gataullin (russisch Родион Аксанович Гатауллин; * 23. November 1965 in Taschkent, Usbekische SSR, Sowjetunion) ist ein ehemaliger aus Usbekistan stammender russischer Leichtathlet tatarischer Herkunft, der bis 1991 für die Sowjetunion antrat. 1992 startete er für die Gemeinschaft unabhängiger Staaten und ab 1993 für Russland.
Zusammen mit dem Ukrainer Serhij Bubka und dem Russen Maxim Tarassow dominierte Rodion Gataullin über ein Jahrzehnt lang den Stabhochsprung. 1989 war Gataullin der zweite Stabhochspringer nach Bubka, der die 6-Meter-Marke überspringen konnte.

## Karriere

### Für die Sowjetunion bis 1991
Nach dem Gewinn bei den Junioreneuropameisterschaften von 1983 siegte Gataullin 1985 auch bei der Universiade. Nach einem fünften Platz mit 5,60 m bei den Halleneuropameisterschaften wurde Gataullin bei den Weltmeisterschaften 1987 in Rom mit 5,80 m Dritter hinter Bubka und dem Franzosen Thierry Vigneron. Im gleichen Jahr wurde er bei der Universiade Zweiter. 
1988 gewann Gataullin bei den Halleneuropameisterschaften in Budapest mit 5,75 m. Bei den Olympischen Spielen in Seoul gewann Bubka mit 5,90 m. Mit 5,85 m gewann Gataullin Silber vor dem dritten Vertreter der Sowjetunion Grigori Jegorow (5,80 m). 
Am 4. Februar 1989 stellte Gataullin bei den Sowjetischen Meisterschaften in Gomel mit 6,02 m seine persönliche Bestleistung auf. Als Hallenweltrekord hielt die Leistung allerdings nur eine Woche, bis Serhij Bubka in Osaka 6,03 m sprang. Bei den Hallenweltmeisterschaften 1989 in Budapest war Bubka nicht am Start. Gataullin gewann mit 5,85 m vor Jegorow mit 5,80 m. In der Freiluftsaison 1989 gewann Gataullin die Grand-Prix-Wertung im Stabhochsprung, wobei er zum Saisonausklang am 16. September in Tokio 6,00 m übersprang und damit auch im Freien der zweite 6-Meter-Springer war.
Bei den Halleneuropameisterschaften 1990 in Glasgow sprang Gataullin 5,80 m und gewann vor Jegorow und Vigneron. Im Freien bei den Europameisterschaften 1990 in Split kehrte Serhij Bubka zwar nach langer Verletzungspause zurück, war aber noch nicht wieder in Bestform und wurde nur Sechster. Rodion Gataullin gewann mit 5,85 m vor Jegorow und dem Österreicher Hermann Fehringer. Gataullin gewann dann auch bei den Goodwill Games 1990.
1991 war Serhij Bubka nicht nur zurück, sondern auch in überragender Form, so dass Gataullins zweijährige Siegesserie vorbei war. Bei den Weltmeisterschaften 1991 in Tokio gewann Bubka mit 5,95 m vor dem Ungarn István Bagyula (5,90 m) und Maxim Tarassow, der wie Gataullin als Vierter 5,85 m überquerte, aber wegen weniger Fehlversuchen Bronze gewann. 
1985, 1989 und 1991 war Rodion Gataullin Sowjetischer Meister im Stabhochsprung.

### Für Russland ab 1992
Trotz einer persönlichen Jahresbestleistung von 5,95 m konnte sich Gataullin nicht für die Olympischen Spiele 1992 qualifizieren. Olympiasieger wurde Tarassow vor Igor Trandenkow, während Bubka keinen gültigen Versuch hatte. Bei den Hallenweltmeisterschaften 1993 gewann Gataullin mit 5,90 m vor Jegorow. Im Unterschied zu früher waren die beiden nicht mehr Mannschaftskameraden, denn Jegorow trat für Kasachstan an, während sich Gataullin für Russland entschieden hatte, nachdem er seit Jahren in Sankt Petersburg lebte und trainierte.
Die Europameisterschaften 1994 fanden in Helsinki statt. Rodion Gataullin sprang Meisterschaftsrekord mit 6,00 m und konnte seinen Titel von 1990 erfolgreich verteidigen. Bei den Weltmeisterschaften 1995 in Göteborg wurde Gataulin mit 5,70 m noch einmal Fünfter. 

## Privates
Rodion Gataullin ist 1,89 m groß und wog zu Wettkampfzeiten 79 kg. Schon zu Zeiten der Sowjetunion war er nach Leningrad (dem heutigen Sankt Petersburg) gezogen und heiratete dort Tatjana Reschetnikowa, die bei den Weltmeisterschaften 1995 Vierte im 100-Meter-Hürdenlauf wurde. Gataullins jüngerer Bruder Ruslan Gataullin wurde für Russland startend bei den Leichtathletik-Europameisterschaften 2006 Siebter im Weitsprung.